# With or Without You
"With or Without You" é uma canção da banda irlandesa U2. É a terceira faixa e primeiro single do álbum The Joshua Tree, sendo lançada em 1 de março de 1987. Alcançou o topo da Billboard Hot 100, dos Estados Unidos, durante três semanas. Foi também lançada nas coletâneas The Best of 1980-1990, em 1998, e U218 Singles, em 2006.

## Recepção
A canção recebeu aclamação universal da crítica. A revista Rolling Stone chamou-a de uma "melodia inventivamente arranjada... que vai de um começo suave até um clímax retumbante". Bill Graham, da Hot Press, elogiou a canção, sugerindo que ela pode ser o "vocal mais controlado de Bono, partindo de um primeiro verso quase coloquial, passando por uma seção rítmica simples até uma confissão reveladora da alma". Graham sugeriu que a frase "And you give yourself away" era essencial para a mensagem do U2. O Sunday Independent afirmou que a música era uma prova de que a banda poderia ser comercialmente acessível, mas não recorrer a clichês do rock. A NME chamou-a de "algum tipo de canção de amor" e encontrou simetria musical e lírica entre ela e o álbum de 1981 do grupo, October.
Mike DeGagne, do AllMusic, elogiou a canção pelo trabalho de produção "brilhante" de Eno e Lanois, pelos vocais e "destreza poética" de Bono e pela guitarra "astuta, mas assertiva" de The Edge. DeGagne descreveu o canto de Bono como "liberando todo o seu poder vocal, passando de uma introdução suave e sutil para uma explosão de energia inflexível em próximo ao final". Ele fez comparações religiosas ao arranjo musical, dizendo que o "ar perspicaz soa quase como o de uma igreja à medida que se desenrola lentamente". Tom Breihan, do Stereogum, descreveu a música como uma power ballad com uma construção "linda". "Ela atinge todas as marcas que as power ballads devem atingir — o começo suave, a subida lenta, a catarse eventual — mas faz com que essas batidas pareçam instintivas, não cínicas. Nada sobre "With or Without You" parece cínico. Parece um grande desabafo, um uivo reprimido para os céus. É um absurdo operístico e um grande espetáculo". Os leitores da Rolling Stone elegeram "With or Without You" o "Melhor Single" em uma pesquisa de fim de ano de 1987, enquanto terminou em 15.º lugar na lista de "Melhores Singles" da pesquisa dos críticos Pazz & Jop para a revista The Village Voice, de 1987.

## Legado
"With or Without You" se tornou uma das canções mais conhecidas do U2 e frequentemente aparece em listas das melhores de todos os tempos. Em 2000, a canção apareceu na oitava posição na lista das "100 Maiores Canções Pop", compilada pelos críticos musicais da Rolling Stone e da MTV para classificar as canções lançadas desde o surgimento dos Beatles. Em 2005, a Blender classificou a música na posição 268 em sua lista de "As 500 melhores canções desde que você nasceu". No ano seguinte, os leitores da Q escolheram "With or Without You" a 17.ª melhor canção da história. Em 2012, a revista Slant listou "With or Without You" como o 40.º melhor single da década de 1980. A rede de televisão musical VH1 a classificou como número 13 na contagem regressiva das "100 melhores canções dos anos 80" em sua série The Greatest. Em 2004, a Rolling Stone colocou a música na posição 131 em sua lista das "500 melhores canções de todos os tempos"; foi reclassificada para a posição 132 na versão de 2010 da lista, e para a posição 211 na versão de 2021. A canção apareceu como uma das sete do U2 no livro 1001 Songs: The Great Songs of All Time and the Artists, Stories, and Secrets. O autor, Toby Creswell, disse que a canção atingiu um equilíbrio perfeito entre o "vigor, a coragem e a atitude" da adolescência do grupo e sua nova apreciação pelo "poder da extenuação". Em 2019, a Rolling Stone a classificou em sétimo lugar em sua lista das 50 melhores canções do U2, e, em 2020, o The Guardian a colocou em quarto lugar em sua lista das 40 melhores canções do U2. A banda incluiu a canção em suas coletâneas The Best of 1980–1990 e U218 Singles, e a retrabalhou e regravou para Songs of Surrender (2023). Em 2022, a Vulture colocou a música na posição 12 em seu ranking de todas as 234 músicas do U2.

## Versões cover
A canção já teve diversas versões feitas por inúmeros artistas internacionais e sendo incluída em várias coletâneas ao redor do mundo. Uma de suas versões mais exitosas é a do quarteto formado pelos de cantores noruegueses Espen Lind, Kurt Nilsen, Askil Holm e Alejandro Fuentes, de 2009, que chegou ao #1 na parada nórdica, sendo incluída no álbum ao vivo Hallelujah Live - Volume 2 lançado pelo grupo.

## Faixas do compacto
| N.º | Título                             | Duração |  |
| 1.  | "With or Without You"              | 4:56    |  |
| 2.  | "Luminous Times (Hold on to Love)" | 4:33    |  |
| 3.  | "Walk to the Water"                | 4:49    |  |

## Posição nas paradas musicais
| Parada (1987–1988)                            | Melhor posição |
| --------------------------------------------- | -------------- |
| Austrália (Kent Music Report)                 | 9              |
| Áustria (Ö3 Austria Top 75)                   | 15             |
| Bélgica (Ultratop 50 de Flandres)             | 3              |
| Canadá RPM 100 Singles                        | 1              |
| Dinamarca (Hitlisten)                         | 37             |
| Finlândia (Suomen virallinen lista)           | 5              |
| França (SNEP)                                 | 10             |
| Alemanha (Offizielle Deutsche Charts)         | 7              |
| Irlanda (IRMA)                                | 1              |
| Itália (Musica e Dischi)                      | 18             |
| Países Baixos (Dutch Top 40)                  | 2              |
| Países Baixos (Single Top 100)                | 2              |
| Nova Zelândia (Recorded Music NZ)             | 5              |
| África do Sul (RiSA)                          | 11             |
| Espanha (AFYVE)                               | 5              |
| Suécia (Sverigetopplistan)                    | 13             |
| Suíça (Schweizer Hitparade)                   | 10             |
| Reino Unido (UK Singles Chart)                | 4              |
| Estados Unidos (Billboard Hot 100)            | 1              |
| Estados Unidos (Billboard Adult Contemporary) | 23             |
| Estados Unidos (Album Rock Tracks)            | 1              |
| Estados Unidos (Cash Box Top 100)             | 1              |

| Parada (1987)                             | Posição |
| ----------------------------------------- | ------- |
| Austrália (Kent Music Report)             | 67      |
| Bélgica (Ultratop Flanders)               | 30      |
| Alemanha (Official German Charts)         | 32      |
| Países Baixos (Dutch Top 40)              | 19      |
| Países Baixos (Single Top 100)            | 10      |
| Nova Zelândia (Recorded Music NZ)         | 32      |
| Reino Unidos (OCC Singles)                | 45      |
| Estados Unidos (Billboard Hot 100)        | 15      |
| Estados Unidos (Cash Box Top Pop Singles) | 12      |

| Parada (2012) | Posição |
| ------------- | ------- |
| França (SNEP) | 195     |

| Parada (1958–2018)                 | Posição |
| ---------------------------------- | ------- |
| Estados Unidos (Billboard Hot 100) | 365     |

## Certificações
| Região                                                                                                  | Certificação | Vendas     |
| --- | ------------ | ---------- |
| Brasil (Pro-Música Brasil)                                                                              | Ouro         | 30,000*    |
| Canadá (Music Canada)                                                                                   | Ouro         | 5 000^     |
| Dinamarca (IFPI Dinamarca)                                                                              | Platina      | 90,000^    |
| França (SNEP)                                                                                           | Platina      | 200,000*   |
| Alemanha (BVMI)                                                                                         | Ouro         | 250 000^   |
| Itália (FIMI)                                                                                           | 2× Platina   | 125 000*   |
| Portugal (AFP)                                                                                          | Platina      | 60 000^    |
| Espanha (PROMUSICAE)                                                                                    | 3× Platina   | 70 000^    |
| Reino Unido (BPI)                                                                                       | 3× Platina   | 1,800,000^ |
| *números de vendas baseados somente na certificação ^números de vendas baseados somente na certificação |              |            |